# 倉羅バイパス
倉羅バイパス（くららバイパス）は、徳島県吉野川市美郷字古井と名西郡神山町上分字名ヶ平を結ぶ国道193号のバイパス道路。

## 概要
国道193号の吉野川市・神山町境にある倉羅峠区間は峠を挟んだ両地区の主要生活道路であり、また、徳島県の地域防災計画における緊急輸送路に指定されているが、線形不良で幅員も狭く、防災点検での落石危険要対策箇所が4箇所存在する。この区間に全長2.7キロの倉羅トンネルを含む全長3･5キロのバイパス道路を建設することで危険箇所を回避し、安全な交通を確保・剣山国定公園等の観光地へのアクセス向上を促進する。
当初の完成目標は2013年度前後だったが、財政難等の理由により事業の進捗は遅れており、事業主体の徳島県は2011年に完成目標を2022年度に変更したが、2016年時点でも全工程の1割程度しか完成しておらず、目標達成は難しい状況である。

### 路線データ
- 起点：吉野川市美郷字古井
- 終点：名西郡神山町上分字名ヶ平
- 延長：3.5km
- 構造規格：第3種4級
- 車線数：完成2車線
- 道路幅員：8.0m
- 車線幅員：6.0m
- 設計速度：
- 制限速度：
- 総工費：105億円（予定）

## 沿革
- 1992年 - 事業化。
- 1994年 - 用地取得着手。
- 1995年 - 工事着手。

## 構造物
- 古井1号橋(L=88m)
- 倉羅大橋(L=175m)
- 倉羅トンネル(L=2700m)

## 参考資料
- 徳島県事業概要